# Acacia furcatispina
Acacia furcatispina é uma espécie de leguminosa do gênero Acacia, pertencente à família Fabaceae. É conhecida a sua existência na Argentina, Bolívia, e Paraguai.